# Promochlonyx australiensis
Promochlonyx australiensis är en tvåvingeart som först beskrevs av Ferguson 1921.  Promochlonyx australiensis ingår i släktet Promochlonyx och familjen tofsmyggor. Inga underarter finns listade i Catalogue of Life.